# Stereocaulon tennesseense
Stereocaulon tennesseense är en lavart som beskrevs av H.Magn.. Stereocaulon tennesseense ingår i släktet Stereocaulon, och familjen Stereocaulaceae. Arten är reproducerande i Sverige.